# Dysithamnus
Dysithamnus es un género de aves paseriformes perteneciente a la familia Thamnophilidae que agrupa a especies nativas de la América tropical (Neotrópico), donde se distribuyen desde el sureste de México, a través de América Central y del Sur hasta el noreste de Argentina. A sus miembros se les conoce por el nombre común de bataritos; y también bataráes, hormigueros, hormigueritos, chocas , choquitas, entre otros.

## Etimología
El nombre genérico «Dysithamnus» se compone de las palabras del griego «duō»: zambullir y «thamnos»: arbusto; enmarañado; significando «que zambulle en los arbustos».

## Características
Las aves de este género son tamnofílidos bastante pequeños, midiendo entre 11,5 y 12,5 cm de longitud, rechonchos, cabezones, con picos bastante robustos, encontrados ampliamente en el sotobosque de bosques, principalmente en piedemontes subtropicales; ninguno se encuentra en la región amazónica. Recuerdan a las aves del género Thamnomanes pero son más robustos y de colas más cortas; la mayoría de las especies son de patrón bien definido.

## Lista de especies
Según las clasificaciones del Congreso Ornitológico Internacional (IOC)  y Clements Checklist/eBird v.2019, el género agrupa a las siguientes especies con el respectivo nombre popular de acuerdo con la Sociedad Española de Ornitología (SEO):
| Imagen | Nombre científico        | Autor                | Nombre común            | EC (*) |
| ------ | ------------------------ | -------------------- | ----------------------- | ------ |
|        | Dysithamnus stictothorax | (Temminck, 1823)     | batarito pechipinto     | NT     |
|        | Dysithamnus mentalis     | (Temminck, 1823)     | batarito cabecigrís     | LC     |
|        | Dysithamnus striaticeps  | Lawrence, 1865       | batarito estriado       | LC     |
|        | Dysithamnus puncticeps   | Salvin, 1866         | batarito coronipunteado | LC     |
|        | Dysithamnus xanthopterus | Burmeister, 1856     | batarito dorsirrufo     | LC     |
|        | Dysithamnus occidentalis | (Chapman, 1923)      | batarito bicolor        | VU     |
|        | Dysithamnus plumbeus     | (Wied-Neuwied, 1831) | batarito plomizo        | VU     |
|        | Dysithamnus leucostictus | P.L. Sclater, 1858   | batarito albilistado    | VU     |

(*) Estado de conservación

## Taxonomía
La especie D. leucostictus era tratada como conespecífica con el geográficamente distante D. plumbeus, pero Isler et al. (2008) suministraron evidencias, principalmente vocales, para la separación de las mismas, lo que fue aprobado en la Propuesta N° 405A al Comité de Clasificación de Sudamérica. En la misma propuesta, Parte B, se rechazó la separación del taxón tucuyensis, que continúa como la subespecie Dysithamnus leucostictus tucuyensis.